# 半値幅

半値全幅 (FWHM)

半値幅（はんちはば、half width）は、山形の関数の広がりの程度を表す指標。半値全幅 (はんちぜんはば、full width at half maximum, FWHM) と、その半分の値の半値半幅 (half width at half maximum, HWHM) とがある。単に半値幅と言うと半値全幅のことが多い。

## 定義
関数 f(x) が、ある箇所の前後で山形の局所的応答を示しているとする。尚、f(x) が不連続な場合などは考えない。もし不連続なときは、近似的な連続関数を考える。
f(x) を、ベースライン関数 b(x) と局所的応答関数 g(x) の和
f(x) = b(x) + g(x)
で表す。山形の広がりの成分は g(x) に含まれ、十分大きい x と十分小さい x （あるいは、±∞ への極限）に対し g(x) = 0 となる。
なお、十分大きい x と十分小さい x に対し f(x) = 0 なら、b(x) = 0 とみなし、
f(x) = g(x)
とすることができる。実用上は、f(x) が上の条件を満たさなくてもこうすることがある。
g(x) の最大値を gmax = g(xmax) とすると、g(x) = gmax/2 を満たす x が2つ以上存在する（g(x) が単峰性なら xmax の左右に1つずつ存在する）。g(x) = gmax/2 を満たす最小の x を x1、最大の x を x2 とすると、x2 - x1 が半値全幅、(x2 - x1)/ 2 が半値半幅である。

## 半値幅の例
標準偏差 σ の正規分布の半値幅は、
{\displaystyle {\rm {FWHM}}=2{\sqrt {2\ln 2}}\;\sigma \approx 2.354820\;\sigma }

{\displaystyle {\rm {HWHM}}={\sqrt {2\ln 2}}\;\sigma \approx 1.177410\;\sigma }
である。
双曲線正割関数 sech x の半値幅は、
{\displaystyle {\rm {FWHM}}=2\;\operatorname {Sech} ^{-1}{\frac {1}{2}}=2\ln(2+{\sqrt {3}})\approx 2.633916}

{\displaystyle {\rm {HWHM}}=\operatorname {Sech} ^{-1}{\frac {1}{2}}=\ln(2+{\sqrt {3}})\approx 1.316958}
である。
幅 a の矩形関数の半値幅は、
FWHM = a
HWHM = a/2
である。なおこの場合、「半」値でなくても常にこの幅になるので、単に「全幅」「半幅」とも言う。
品質係数Qとの関係は、{\displaystyle \omega _{0}}を共振ピークでの共振周波数とすると
{\displaystyle {\rm {FWHM}}={\frac {\omega _{0}}{Q}}}
で表される。